# Cư Yang
Cư Yang là một xã thuộc tỉnh Đắk Lắk, Việt Nam.

## Địa lý
Xã Cư Yang có vị trí địa lý:
- Phía đông và phía nam giáp huyện M'Drắk
- Phía tây giáp xã Cư Bông
- Phía bắc xã Cư Prông và xã Ea Păl.

Xã Cư Yang có diện tích 57,55 km², dân số năm 2002 là 6.643 người, mật độ dân số đạt 115 người/km².

## Hành chính
Xã Cư Yang được chia thành 14 thôn: 1, 2, 3, 4, 5, 6, 7, 8, 9, 10, 11, 12, 13, 14.

## Lịch sử
Ngày 31 tháng 12 năm 2002, Chính phủ ban hành Nghị định số 113/2002/NĐ-CP về việc thành lập xã Cư Yang có 5.755 ha diện tích tự nhiên và 6.643 nhân khẩu của xã Cư Jiang.
Ngày 13 tháng 8 năm 2021, HĐND tỉnh Đắk Lắk ban hành Nghị quyết số 35/NQ-HĐND về việc giải thể thôn 15.